# 弗朗西维利安生物群

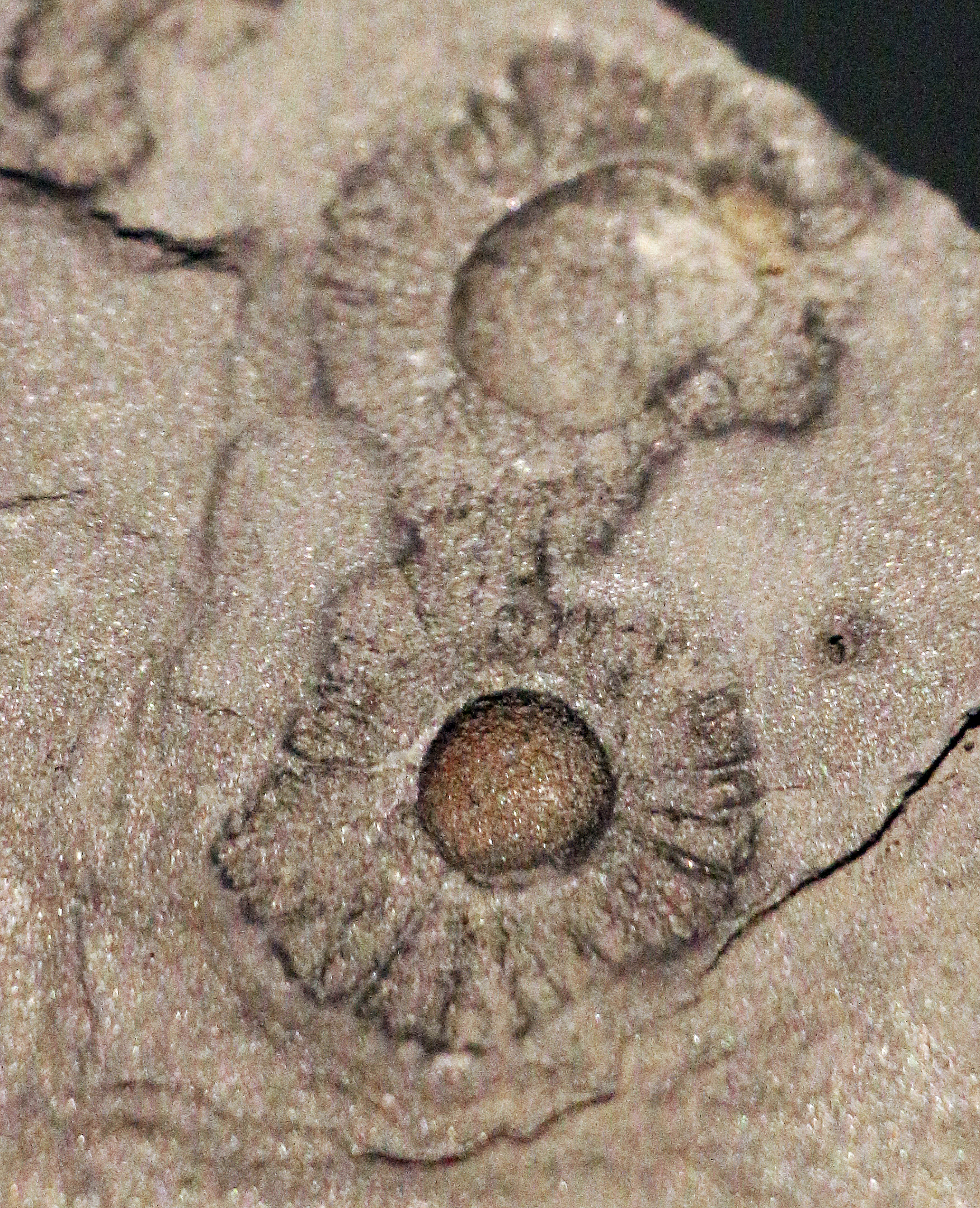
弗朗斯維爾生物群的宏觀結構示例

弗朗斯維爾生物群是一群21亿年前的古元古代宏观结构，有争议地认为它们是化石，得名于加蓬古元古代弗朗斯維爾B地层，这是一个黑页岩省，以缺乏任何明显的变质作用而闻名。这些化石被认为是最早的多细胞生命形式的证据。 它们是由法國普瓦捷大学的法國裔摩洛哥地质学家阿卜杜拉扎克·艾爾·阿爾巴尼领导的一个国际团队发现的。虽然它们大都还没有被赋予正式的生物分类学位置，维也纳自然史博物馆2014年将它们非正式地统称为「加蓬生物群」。

## 形态
化石生物最大可达17公分。它们具有独特的形态。它们的躯干呈扁平的圆盘状，也有拉长的形状。一个球形到椭圆形的中心体被放射状结构所包围。化石展现出立体、协调的生长。必须假设它们可以进行细胞间交流，而且这应在多细胞生物出现前就存在了。
艾爾·阿爾巴尼等人2014年较新的研究描述了具有不同形态的多种类型化石，有卷曲的管形，类似「珍珠串」的结构，最后形成一朵「花」。这与網柄菌綱的黏菌相似，形成多細胞集合體進行遷移的變形體。但网柱黏菌是陆生的，所以这些结构不可能简单地就是网柱黏菌。已知的化石中，埃迪卡拉生物群中的帶狀藻屬与其最为接近。

## 位置

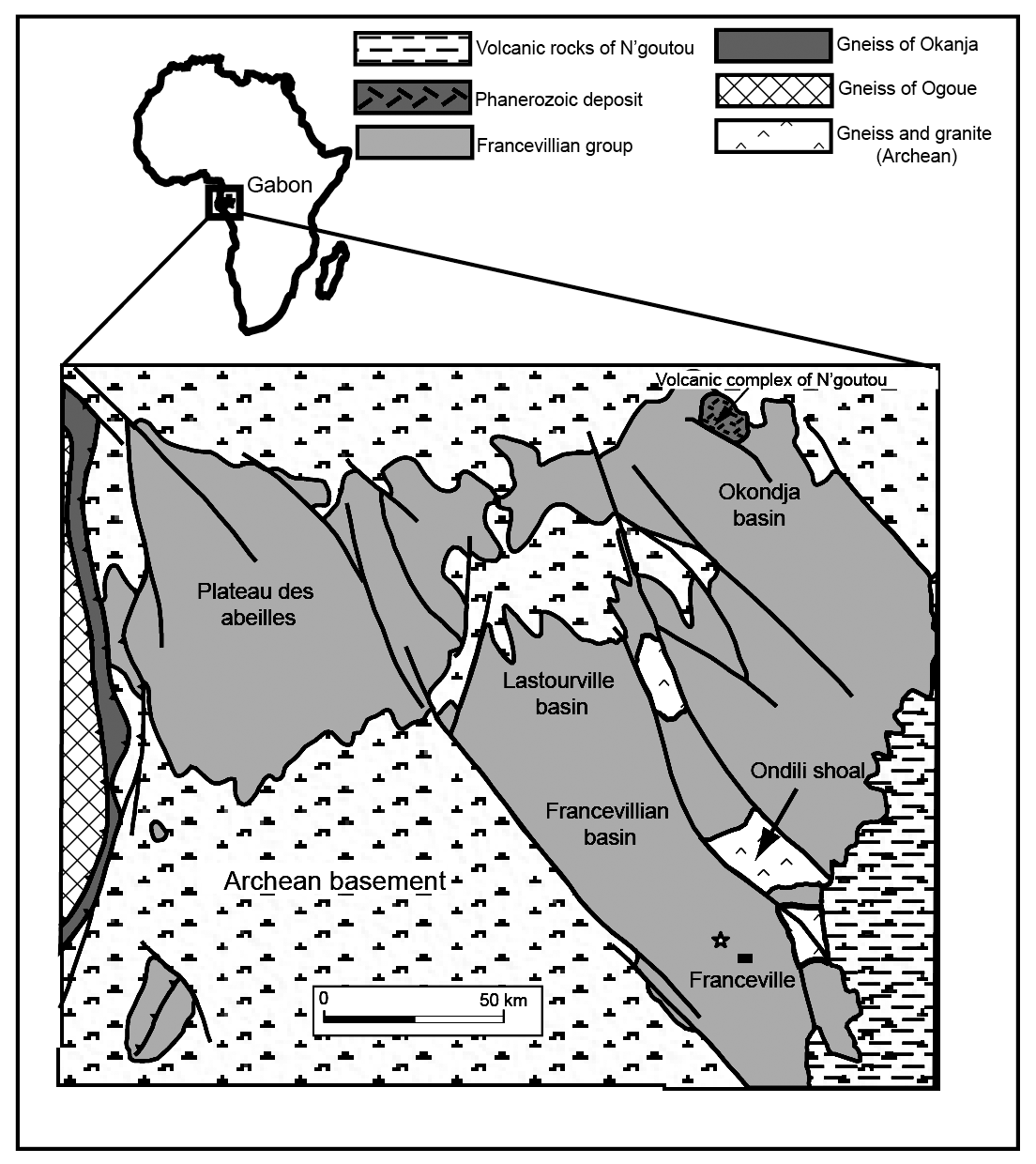
弗朗斯維爾盆地地质图

这些发现来自弗朗斯維爾盆地的页岩，化石密度很高，每平米可多达40个个体。据推测，这些生物应是在浅海底部群居。化石地点的地球化学表明它们生活在进积三角洲含氧水柱下的沉积物上，可能进行有氧呼吸。

## 解释
艾爾·阿爾巴尼及同事在描述这些化石时，将其尽量描述为可能与真核生物有亲缘关系的类菌毯生物，虽然与任何已知结构不同，但他们指出，花似的复杂性和甾烷的存在暗示了它们的真核生物身份。在《自然》杂志同时发表的一片新闻报道中，布里斯托尔大学古生物学家菲利普·多納赫主张要称它们为真核生物还要待更多证据。
耶鲁大学阿道夫·塞拉赫持另一种观点，他认为这些化石根本就不是生物，而是黄铁矿留下的偽化石。 艾爾·阿爾巴尼等（2014）明确反对塞拉赫的解释。黄铁矿化、轻度黄铁矿化和非黄铁矿化的痕迹都在结构中存在。样本中硫同位素比率的均匀分布说明，这些结构形成于一次单一事件，与沉积同时。在结晶缓慢的黄铁矿花中，同位素比率会在结构内变化。对类似花粉的结构，化学分析也表明「花粉」壁中含有有机物。

## 命运
弗朗斯維爾生物群悄然消失了，在紧邻的上层黑页岩中也没有踪迹。艾爾·阿爾巴尼将此归结于灭绝。该生物群随大氧化事件而兴，氧气水平随洛馬貢迪-賈圖利碳同位素正漂移事件下降时，生物群就因海洋缺氧灭绝了。该生物群是已知最早的多细胞实践。